# Перехвальские Выселки
Перехвальские Выселки — деревня Перехвальского сельсовета Данковского района Липецкой области.

## География
Перехвальские Выселки расположены восточнее деревни Зашевские Выселки. Через них проходит общая просёлочная дорога. Севернее находится Владимирский лес. На территории деревни имеется пруд.
В Перехвальских Выселках одна улица — Советская.

## Население
| 2010 |
| ---- |
| 81   |